# Bud Spencer & Terence Hill: Slaps and Beans
Bud Spencer & Terence Hill: Slaps and Beans (deutsch: Schellen und Bohnen) ist ein im Dezember 2017 erschienenes Computerspiel, entwickelt vom in Bologna ansässigen Trinity Team und verlegt vom Augsburger Unternehmen Buddy Productions. Das über Kickstarter komplett per Crowdfunding finanzierte Spiel soll eine Hommage an die beiden titelgebenden Schauspieler Bud Spencer und Terence Hill darstellen. Auch als Geschenk an Fans der Schauspieler gedacht, stellt Slaps and Beans das erste offizielle Computerspiel zu beiden dar.
Das Spiel, ein 2D-Sidescroll Beat ’em up in Retro-Pixeloptik, wurde am 15. Dezember 2017 erstmals für Windows, MacOS und Linux veröffentlicht. Im Juli 2018 folgten Umsetzungen für aktuelle Spielkonsolen. Ende 2019 erfolgte, zum 90. Geburtstag von Bud Spencer, die 90th Anniversary Edition als physische Version für PC, PS4 und Switch, welche zusätzlich zwei Autogrammkarten und ein Poster enthält.
2023 wurde Bud Spencer & Terence Hill: Slaps and Beans 2 veröffentlicht.

## Spielprinzip
Die Handlung des Spieles stellt eine Hommage an einige der bekanntesten Filme des legendären Schauspielerduos dar. Die Level orientieren sich dabei etwa an Filmen wie Die rechte und die linke Hand des Teufels mit einem Western-Szenario, der tropischen Insel aus Zwei Asse trumpfen auf oder einer modernen amerikanischen Großstadt (aus Die Miami Cops). In einer 16-Bit ähnlichen Retrooptik und ähnlich wie in Spielen wie Final Fight oder Double Dragon prügelt man sich wahlweise als Bud Spencer oder Terence Hill von links nach rechts durch die Level, bei drei verschiedenen Schwierigkeitsgraden. Verschiedene Minispiele, wie ein Buggyrennen oder Bier- und Würstchenwettessen, lockern diese Spielmechanik auf. Das Spiel bietet einen kooperativen lokalen Mehrspielermodus. Im Einzelspielermodus wird der jeweils andere Charakter vom Computer übernommen, wobei auf Wunsch jederzeit die Spielfigur gewechselt werden kann. Die Spielzeit beträgt rund zwei bis drei Stunden.

## Entwicklung
Der Augsburger Marcus Zölch, seit Jahren begeisterter Spencer/Hill-Fan, stand seit den 2000er Jahren in persönlichem Kontakt zu Spencer. Auch in Spencers Autobiografie fand Zölch Erwähnung. Hill lernte er erstmals 2010 kennen. Am 31. Oktober 2015, zur Feier Spencers 86. Geburtstag, traf er beide in Rom, um über ein gemeinsames Projekt zu reden. Für einen Film hielt sich Spencer mittlerweile zu alt, aber Zölchs Vorschlag einer Comicserie oder eines Videospieles weckte Spencers und Hills Interesse.
Bereits im Oktober 2015 wurde eine inoffizielle, rohe Demo von unabhängigen italienischen Entwicklern für Windows und Mac veröffentlicht, die Zölch anschließend kontaktierte. Zusammen entwickelten sie weitere Konzepte. Das Spiel sollte über Kickstarter finanziert werden, Zölch dabei als Produzent fungieren. Von Oktober bis Dezember 2016 kamen so rund 212.557 Euro an Spendengeldern zusammen, die in die Produktion flossen, vor allem von Fans aus Deutschland und Ungarn. Mit Giuseppe und Alessandro Pedersoli waren zudem auch Sohn und Enkel von Bud Spencer als Produzenten in das Projekt involviert.

## Soundtrack
Lob erhielt Slaps and Beans für seinen lizenzierten Originalsoundtrack, etwa von Oliver Onions. Da das ursprüngliche Spendenziel von 130.000 Euro bei Kickstarter deutlich überschritten wurde, konnte so auch der Wunsch vieler Fans nach den lizenzierten Originalliedern der Filme realisiert werden.
| - Dune Buggy – Oliver Onions (aus Zwei wie Pech und Schwefel) - Bulldozer – Oliver Onions (aus Sie nannten ihn Mücke) - Il coro dei Pompieri – Oliver Onions (aus Zwei wie Pech und Schwefel) - Due superpiedi quasi piatti – Oliver Onions (aus Zwei außer Rand und Band) - Flying Through the Air – Oliver Onions (aus Zwei Himmelhunde auf dem Weg zur Hölle) - Miami Supercops – The Fantastic Oceans (aus Die Miami Cops) - Movin’ Cruisin – The Fantastic Oceans (aus Zwei Asse trumpfen auf) - Mr. Nothingoesright – Oliver Onions (aus Buddy haut den Lukas) | - Trinity – Franco Micalizzi (aus Die rechte und die linke Hand des Teufels) - L'ultimo Valzer – Oliver Onions (aus Der Große mit seinem außerirdischen Kleinen) - Whistle & Bells – Oliver Onions (aus Der Große mit seinem außerirdischen Kleinen) - Boss Rock – MushroomSound - Run to the Duel – MushroomSound - The Beans Wall – MushroomSound - Western Desert – MushroomSound - Western Duel – MushroomSound |

## Rezeption
Die Kritiken zu Slaps and Beans fielen durchwachsen aus. Zwar wird der charmante Grafikstil ebenso gelobt, wie die Arcadeatmosphäre oder der Soundtrack, bemängelt werden aber eine schwache Steuerung und die deutschen Texte.

„Das Pixel-Duo sorgt für wohlige Nostalgie, aber die schwachen Texte und konfusen Kämpfe enttäuschen.“

„Als glühender Fan, der jeden Film der beiden mitsprechen kann, habe ich die Kickstarter-Kampagne natürlich unterstützt. Allerdings stößt selbst mir das unausgegorene Spiel ziemlich sauer auf. Ich ärgere mich nicht nur über den einfallslos-primitiven Spielablauf, sondern vor allem über die komplett vergeigten deutschen Texte. (…) Auch die Minispiele und Fahrlevels sind zwar nett gemeint, aber in der Ausführung ein Desaster. Das ‚Zwei wie Pech und Schwefel‘-Buggy-Rennen steuert sich unglaublich mies, und die Verfolgungsjagd mit dem gehörnten Cabrio aus ‚Zwei bärenstarke Typen‘ gehört mit zum sinnlosesten und langweiligsten, was mir in meiner langen Spielerkarriere in die Griffel kam. Klar, es gibt einen Bud-und-Terence-Bonus, der das Spiel nicht komplett in der Fäkalientonne untergehen lässt, doch da wäre deutlich mehr möglich gewesen.“

„Slaps and Beans ist kein perfektes Spiel. Das ist aber kein Problem, diesen Anspruch hat der Indie-Titel nämlich auch gar nicht. Viel eher geht es darum, den Klamauk der Prügel-Orgien um Bud Spencer und Terence Hill noch einmal aufleben zu lassen und den Helden von damals Tribut zu zollen. Und das funktioniert wirklich gut. Wer mit den Filmen nichts anfangen kann, dem wird der Titel wahrscheinlich auch aufgrund des niedrigen Wiederspielwerts nicht auf lange Sicht im Gedächtnis bleiben. Wer eine ausgefeilte Story, abwechslungsreiches Gameplay oder ein anspruchsvolles Beat’em-Up sucht, greift besser andernorts zu. Fans des Leinwand-Duos werden dem Werk aber seine Mängel verzeihen können und es trotzdem in Ehren halten. Ganz einfach, weil es ihnen die Möglichkeit gibt, ein letztes Abenteuer mit ihren beiden Idolen zu erleben und noch einmal in wohligen Erinnerungen zu schwelgen.“

„Ich möchte Slaps & Beans wirklich mögen. Als spielerische Hommage an das Filmduo, das viele meiner Generation in ihrer Kindheit geprägt hat, ist es eine liebevolle Danksagung an Bud Spencer und Terence Hill. Das farbenfrohe Retro-Design mit seinem 16-Bit-Stil passt wunderbar und würdigt die Filme, die die beiden über fast 20 Jahre gedreht haben. Und akustisch sorgen die lizenzierten Musiken von u. a. Oliver Onions sofort für ein Kopfkino, in dem die beiden mit Dampfhammer-Fäusten und Backpfeifen-Kanonaden die Bösen aus dem Verkehr ziehen. Zudem spart das Spiel nicht mit zahlreichen Anspielungen sowohl auf die Spencer-/Hill-Filme als auch auf moderne Zelluloidstreifen. Dass die Handlung und die Dialoge der hanebüchenen Geschichte eher mau sind: Geschenkt – auch das kann ich als Verbeugung vor den stereotypen Drehbüchern der Originale akzeptieren. Bei mir beginnen die Probleme bei der Mechanik. Zwar orientiert sie sich wie andere moderne Seitwärts-Prügler an den Klassikern Streets of Rage bzw. Golden Axe. Doch unter dem Strich wird sie hier schneller redundant als bei anderen moderneren Vertretern. (…) Dementsprechend sollte man das Spiel ähnlich wie die Filme, auf denen es basiert, in kleinen Dosen genießen. (…) Mit einem leicht wehmütigen Fan-Bonus reicht es für Slaps & Beans aber gerade noch, um den Absturz (…) zu verhindern.“